# بير نيستروم
بير نيستروم (بالسويدية: Per Nyström)‏ هو مؤرخ وسياسي سويدي، ولد في 21 نوفمبر 1903، وتوفي في 3 أكتوبر 1993. حزبياً، نشط في حزب العمال الديمقراطي الاشتراكي السويدي.